# Notosciobia lifouensis
Notosciobia lifouensis är en insektsart som först beskrevs av Andrej Vasiljevitj Gorochov 1986.  Notosciobia lifouensis ingår i släktet Notosciobia och familjen syrsor. Inga underarter finns listade i Catalogue of Life.